# Masaru Akiba
Masaru Akiba (Yamagata, 19 februari 1984) is een Japans voetballer.

## Carrière
Masaru Akiba tekende in 2002 bij Montedio Yamagata.